# 布瓦西斯拉贝特朗
布瓦西斯拉贝特朗（法語：Boissise-la-Bertrand，法語發音：[bwasiz la bɛʁtʁɑ̃] ⓘ）是法国塞纳-马恩省的一个市镇，属于默伦区。

## 地理
布瓦西斯拉贝特朗（48°31'39"N, 2°35'21"E）面积7.8 平方千米，位于法国法蘭西島大區塞纳-马恩省，该省份为法国北部内陆省份，北起瓦兹省，西接埃松省、马恩河谷省、塞纳-圣但尼省和瓦兹河谷省，南至卢瓦雷省，东南接约讷省，东临马恩省和奥布省，东北接埃纳省。
与布瓦西斯拉贝特朗接壤的市镇（或旧市镇、城区）包括：塞松、布瓦塞特、塞纳港、韦尔圣但尼、布瓦西斯勒鲁瓦、达马里莱利斯、塞纳河畔勒梅。

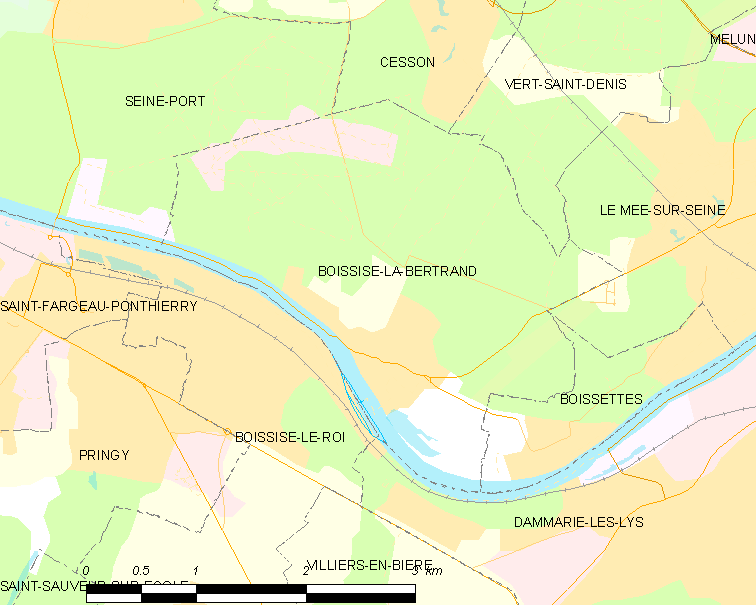
布瓦西斯拉贝特朗的OSM定位图

布瓦西斯拉贝特朗的时区为UTC+01:00、UTC+02:00（夏令时）。

## 行政
布瓦西斯拉贝特朗的邮政编码为77350，INSEE市镇编码为77039。

## 政治
布瓦西斯拉贝特朗所属的省级选区为萨维尼勒唐普勒县。

## 人口

1962-2008年间布瓦西斯拉贝特朗人口变化图示

布瓦西斯拉贝特朗于2022年1月1日时的人口数量为1194人。